# Xenogorgia sciurus
Xenogorgia sciurus är en korallart som beskrevs av Bayer och Muzik 1976. Xenogorgia sciurus ingår i släktet Xenogorgia och familjen Chrysogorgiidae. Inga underarter finns listade i Catalogue of Life.